# Silk Way Airlines
Silk Way Airlines (mã IATA = ZP, mã ICAO = AZQ) là hãng hàng không chuyên vận chuyển hàng hóa của Azerbaijan, trụ sở ở Baku. Hãng có căn cứ ở Sân bay quốc tế Heydar Aliyev.

## Lịch sử
Silk Way Airlines được thành lập năm 2001 và bắt đầu hoạt động từ ngày 6.10.2001. Hãng cung cấp các dịch vụ vận chuyển hàng hóa trên các tuyến đường quốc tế cố định cũng như cho người thuê bao cả chuyến.

## Các nơi đến
- Afghanistan

- Kabul

- Các Tiểu vương quốc Ả rập Thống nhất

- Dubai

- Đức

- Köln

- Gruzia

- Tbilisi

- Iraq

- Baghdad

- Luxembourg
- Pháp

- Châteauroux

- Tajikistan

- Dushanbe

- Thổ Nhĩ Kỳ

- Istanbul

## Đội máy bay
(Tháng 8/2006):
- 3 Antonov An-12
- 1 Ilyushin Il-76MD
- 7 Ilyushin Il-76TD